# Миргородський ґебіт
Ми́ргородський ґебі́т, окру́га Ми́ргород (нім. Kreisgebiet Mirgorod «Миргородська округа») — адміністративно-територіальна одиниця Генеральної округи Київ Райхскомісаріату Україна під час німецької окупації Української РСР протягом Німецько-радянської війни. Адміністративним центром округи було місто Миргород.

## Історія
1 жовтня 1941 в Миргороді нацистські загарбники заарештували і розстріляли керівника Середньої похідної групи ОУН Миколу Лемика, який першим помстився за Голодомор українців 1933, вбивши 21 жовтня 1933 року начальника канцелярії консульства СРСР у Львові і за сумісництвом емісара більшовицьких спецслужб Олексія Майлова.
Ґебіт утворено 1 вересня 1942 року на території Полтавської області. Формально існував до 1944 року. Охоплював територію чотирьох тодішніх районів Полтавської області: Великобагачанського, Комишнянського, Миргородського і Шишацького — та, відповідно, поділявся на чотири райони (нім. Rayons): Велика Багачка (Rayon Welika Bagatschka), Комишня, (Rayon Komyschnia), Миргород (Rayon Mirgorod) і Шишаки (Rayon Schischaki), межі яких збігалися з тогочасним радянським адміністративним поділом. При цьому зберігалася структура адміністративних і господарських органів УРСР.
Начальником Миргородської окружної управи в 1943 році був Гофман, а районної — Гінце, гебітскомісаром — Рюберг, а його замісником — Льових. На місцях також утворювалися місцеві органи самоврядування — міська управа і поліція, які діяли під контролем гітлерівців. Бургомістром Миргорода призначили Харченка. У сільській місцевості німцям допомагали сільські старости, головним завданням яких було забезпечення правопорядку та налагодження поставок харчових продуктів у Німеччину. Районні й міські управи налічували близько 10 відділів: загального управління, поліції, шкіл і культурних установ, охорони здоров'я, фінансовий, пропаганди тощо. Начальників управ і бургомістрів призначали за погодженням із генеральними комісарами і гебітскомісарами. Сільських старост призначали бургомістри.
Всі керівні посади в ґебіті обіймали німці, головним чином із тих, що не підлягали мобілізації до вермахту. Лише старостами районів і сіл призначалися лояльні до окупантів місцеві жителі або фольксдойчі.
В окрузі виходили такі періодичні видання: «Миргородські вісті» (10 грудня 1941—1943), «Відродження» (1941—1942), редактором в яких був Михайло Воскобійник, а також «Український часопис Миргородської області» (1943).